# Cymatura tarsalis
Cymatura tarsalis es una especie de escarabajo longicornio del género Cymatura, tribu Xylorhizini, subfamilia Lamiinae. Fue descrita científicamente por Aurivillius en 1914.
La especie se mantiene activa durante el mes de agosto.

## Descripción
Mide 20-30 milímetros de longitud.

## Distribución
Se distribuye por Etiopía, Kenia, Uganda y República Democrática del Congo.